# Eryk-Lipiński-Karikaturmuseum

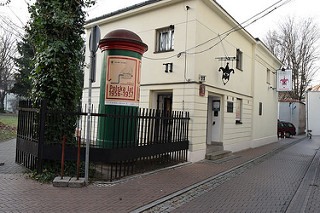
Museumsgebäude

Das Eryk-Lipiński-Karikaturmuseum (polnisch Muzeum Karykatury im. Eryka Lipińskiego) stellt Grafiken, Malereien und Fotografien polnischer wie ausländischer Autoren aus. Der Schwerpunkt wird dabei auf Satire gelegt. Das Museum hat seinen Sitz in der Kozia-Straße 11 in Warschau in der Nähe der Altstadt und der Krakowskie-Przedmieście-Straße.

## Entwicklung bis 1983
Am 15. September 1978 wurde das Museum als Filiale des Adam-Mickiewicz-Literaturmuseums gegründet. Gründungsvater und erster Direktor des Museums war Eryk Lipiński, ein in Polen bekannter Journalist, Grafiker und Szenograf.
Anfangs wurden nur Exponate aus der privaten Kollektion von Eryk Lipiński ausgestellt. Später kamen Gaben und Geschenke zahlreicher anderer Autoren und Eigentümer hinzu.
Das formelle Entstehen des Museums garantierte weder einen eigenen Ausstellungsort noch ein Büro oder eine Sammelstelle für die Werke. Deshalb fanden die Ausstellungen entweder im Adam-Mickiewicz-Literaturmuseum oder anderen privaten Räumen und Sälen statt. In diesen 5 Jahren bot Eryk Lipiński eine hohe Aufopferungsbereitschaft auf. In den Jahren vor der offiziellen Eröffnung sammelte er alles, was er finden konnte, mit dem Gedanken, ein solches Museum eröffnen zu können. Bei der Organisation und Durchführung hat ihm sicherlich die Mitgliedschaft bei der Polnischen Vereinigten Arbeiterpartei geholfen.

## Entwicklung nach 1983

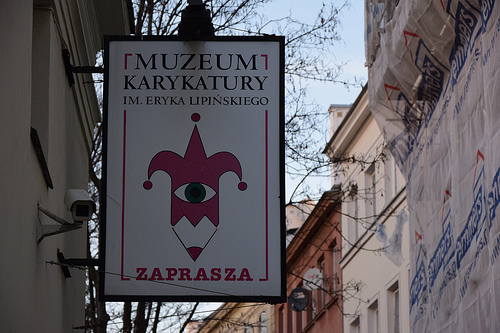
Schild über dem Eingang

1983 zog das gesamte Museum in die Kozia-Straße in ein Gebäude, welches ursprünglich als Orangerie des Primas-Palastes fungierte.  Es war jedoch nicht wirklich einzugsbereit und erforderte noch zahlreiche Renovierungsarbeiten. Mitgeholfen haben dabei die Mitarbeiter des Museums. Die erste Ausstellung im neuen Sitz fand am 27. Oktober 1983 unter dem Titel „Die besten Werke in den Sammlungen des Karikaturmuseums“ (Najlepsze prace w zbiorach Muzeum Karykatury) statt. Zeitgleich wurde das Museum aus den Organisationsstrukturen des Literaturmuseums herausgenommen und funktionierte ab sofort als eigenständige öffentliche Institution, welche vom Staat finanziert wird.

## Aktuell

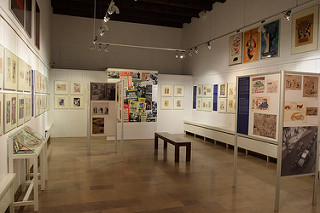
Ausstellungsraum im Erdgeschoss

In den Anfängen des Museums als eigenständige Institution bestand die gesamte Kollektion aus ca. 2500 Werken. Heute ist das Museum im Besitz von über 25000 Exponaten. Das älteste Werk stammt aus dem 18. Jahrhundert.
Unter den Autoren finden sich solche Namen wie Maja Berezowska, Julian Bohdanowicz, Antoni Chodorowski, Daniel Chodowiecki, Andrzej Czeczot, Honoré Daumier, Jerzy Flisak, Kazimierz Grus, Ha-Ga, William Hofarth, Zbigniew Jujka, Szymon Kobyliński, Franciszek Kostrzewski, Zbigniew Lengren, Eryk Lipiński, Edward Lutczyn, Andrzej Mleczko, Jan Piotr Norblin, Andrzej Podulka, Juliusz Puchalski, Szczepan Sadurski, Henryk Sawka, Jerzy Zaruba, Zbigniew Ziomecki und Zygmunt Zaradkiewicz.
Die ehemalige Orangerie ist nicht sonderlich groß. Es befinden sich dort lediglich zwei Ausstellungsräume. Daher werden die Ausstellungen in regelmäßigen Abständen gewechselt.

## Sonstiges
2015 wurde auf www.theguardian.com ein Artikel mit dem Titel „Die besten Museen in Europa, von denen Sie wahrscheinlich noch nie etwas gehört haben“ (10 of the best museums in Europe… that you’ve probably never heard of). In dieser Liste ist auch das Eryk-Lipiński-Karikaturmuseum.

## Leiter des Museums
|   | Name                       | Amtszeit  |
| - | -------------------------- | --------- |
| 1 | Eryk Lipiński              | 1978–1991 |
| 2 | Ferdynand Ruszczyc         | 1991–1995 |
| 3 | Marek Wojciech Chmurzyński | 1995–2011 |
| 4 | Zygmunt Zaradkiewicz       | 2011–2014 |
| 5 | Elżbieta Laskowska         | 2014–     |